# Beach (Dakota du Nord)
Pour les articles homonymes, voir Beach.
La ville de Beach est le siège du comté de Golden Valley, dans l’État du Dakota du Nord, aux États-Unis. Sa population, qui s’élevait à 1 019 habitants lors du recensement de 2010, est estimée à 1 043 habitants en 2019.

## Géographie
Beach est située à la frontière avec le Montana.

## Histoire
Beach a été fondée en 1902, elle est devenue le siège du comté en 1912.
La localité a été nommée en hommage à Warren C. Beach, capitaine au 11e régiment d’infanterie. Elle a été incorporée en 1909.

## Démographie
| Groupe            | Beach | Dakota du Nord | États-Unis |
| ----------------- | ----- | -------------- | ---------- |
| Blancs            | 97,5  | 90,0           | 72,4       |
| Métis             | 0,7   | 1,8            | 2,9        |
| Afro-Américains   | 0,6   | 1,2            | 12,6       |
| Amérindiens       | 0,4   | 5,4            | 0,9        |
| Autres            | 0,9   | 1,5            | 11,0       |
| Total             | 100   | 100            | 100        |
|                   |       |                |            |
| Latino-Américains | 2,2   | 2,0            | 16,7       |

Selon l’American Community Survey, pour la période 2011-2015, 100 % de la population âgée de plus de 5 ans déclare parler l’anglais à la maison.
| 1910  | 1920  | 1930  | 1940  | 1950  | 1960  |
| ----- | ----- | ----- | ----- | ----- | ----- |
| 1 003 | 1 106 | 1 263 | 1 178 | 1 461 | 1 460 |

| 1970  | 1980  | 1990  | 2000  | 2010  | - |
| ----- | ----- | ----- | ----- | ----- | - |
| 1 408 | 1 381 | 1 205 | 1 116 | 1 019 | - |

## Climat
Selon la classification de Köppen, Beach a un climat climat semi-aride, abrégé Bsk.

## Galerie photographique

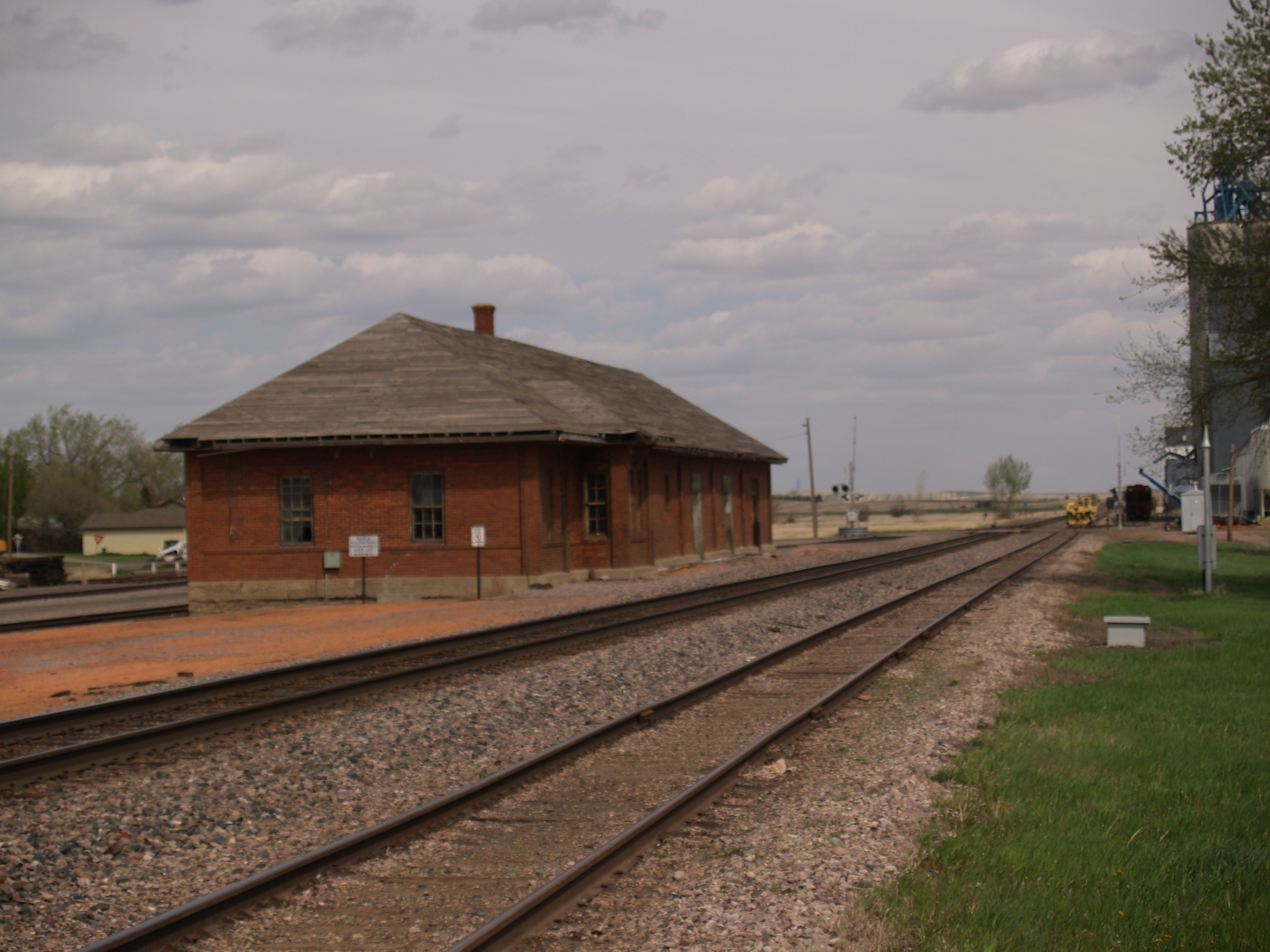
La gare de Beach
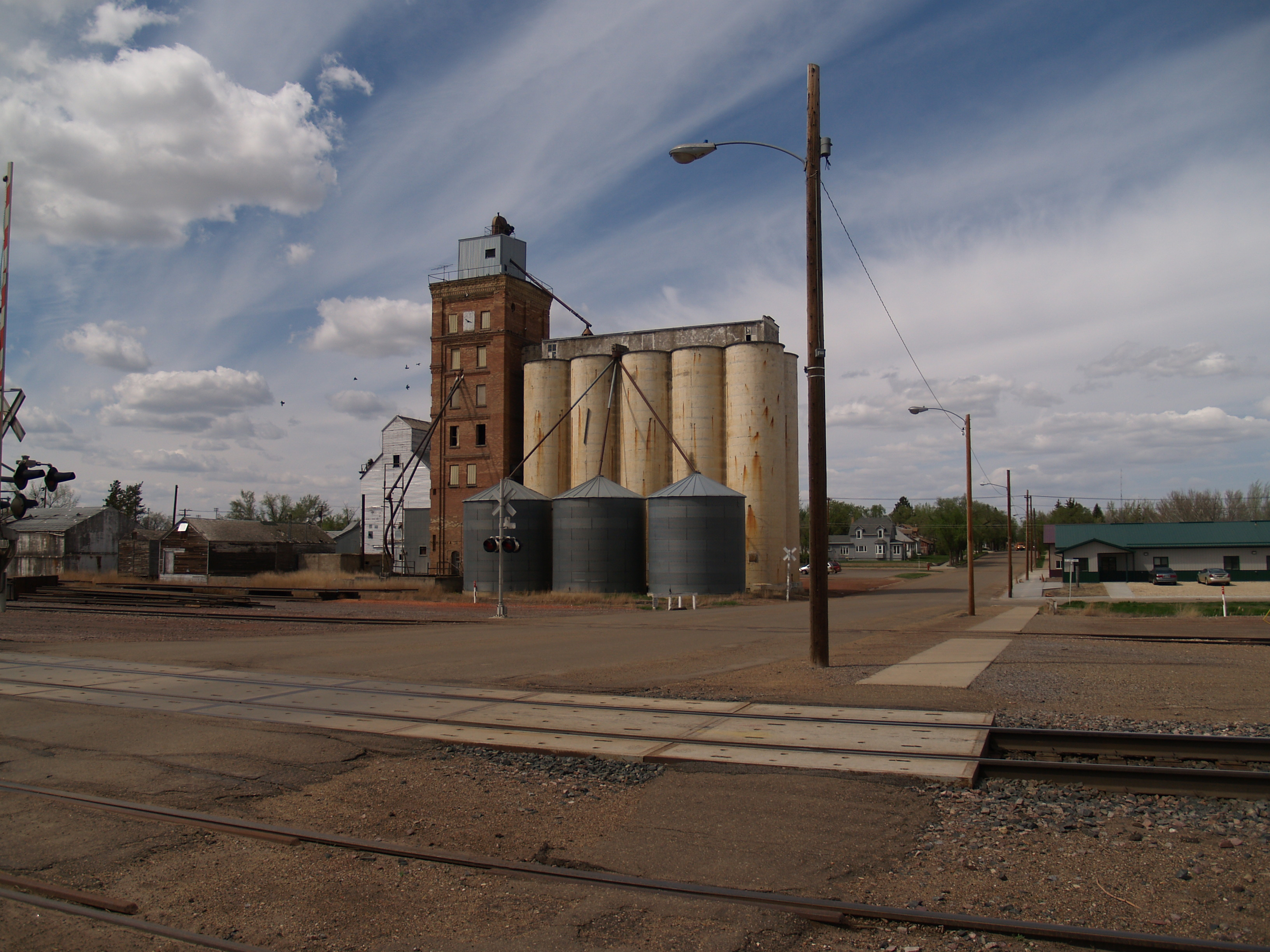
Beach en 2008